# Rio Clăbucet (Dâmboviţa)
O Rio Clăbucet é um rio da Romênia, afluente do Dâmboviţa, localizado no distrito de Argeş.